# سیارک ۱۲۴۴۰
سیارک ۱۲۴۴۰ (به انگلیسی: 12440 Koshigayaboshi، نامگذاری:1996CF3) دوازده هزار و چهارصد و چهلمین سیارک کشف شده‌است که در ۱۱ فوریه ۱۹۹۶ کشف شد.
قدر مطلق سیارک برابر ۴۰.۷ است.